# آپوروا لاکیا
آپوروا لاکیا (انگلیسی: Apoorva Lakhia) یک کارگردان اهل هند است.

## فیلم‌شناسی
| سال  | فیلم                     | زبان  | کارگردان | تهیه‌کننده | نویسنده |
| ---- | ------------------------ | ----- | -------- | --------- | ------- |
| ۲۰۰۳ | Mumbai Se Aaya Mera Dost | هندی  | آری      |           | آری     |
| ۲۰۰۵ | یک اجنبی                 | هندی  | آری      |           | آری     |
| ۲۰۰۷ | تیراندازی در لوکاندوالا  | هندی  | آری      |           | آری     |
| ۲۰۰۷ | Dus Kahaniyaan           | هندی  | آری      |           | آری     |
| ۲۰۰۸ | عملیات استانبول          | هندی  | آری      |           |         |
| ۲۰۱۳ | Zanjeer                  | هندی  | آری      |           |         |
| ۲۰۱۳ | Thoofan                  | تلوگو | آری      |           |         |